# Olympische Sommerspiele 1936/Schwimmen – 100 m Freistil (Männer)
Der Schwimmwettkampf über 100 Meter Freistil der Männer bei den Olympischen Spielen 1936 in Berlin wurde am 8. und 9. August ausgetragen. Der Ungar Ferenc Csik wurde Olympiasieger. Silber ging an Yusa Masanori aus Japan und Bronze an dessen Landsmann Arai Shigeo.

## Rekorde
Vor Beginn der Olympischen Spiele waren folgende Rekorde gültig.
| Weltrekord         | 56,4 s | Peter Fick      | New Haven, Vereinigte Staaten   | 11. Februar 1936 |
| Olympischer Rekord | 58,0 s | Miyazaki Yasuji | Los Angeles, Vereinigte Staaten | 6. August 1932   |

Folgende neue Rekorde wurden aufgestellt:
| Olympischer Rekord | 57,5 s | Yusa Masanori    | Halbfinale 2 |
| Olympischer Rekord | 57,5 s | Taguchi Masaharu | Vorlauf 5    |
| Olympischer Rekord | 57,6 s | Peter Fick       | Vorlauf 1    |

## Ergebnisse

### Vorläufe
Die Vorläufe wurden am 8. August ausgetragen. Die zwei ersten Athleten eines jeden Laufs sowie die zwei zeitschnellsten Athleten aller Läufe qualifizierten sich für das Halbfinale.
Lauf 1
| Rang | Athlet            | Nation             | Zeit       | Anm.   |
| ---- | ----------------- | ------------------ | ---------- | ------ |
| 1    | Peter Fick        | Vereinigte Staaten | 57,6 s     | Q (OR) |
| 2    | Ferenc Csik       | Ungarn             | 58,3 s     | Q      |
| 3    | Romund Gabrielsen | Großbritannien     | 1:01,2 min |        |
| 4    | Robert Hamerton   | Kanada             | 1:02,1 min |        |
| 5    | Paulo Tarrto      | Brasilien          | 1:02,6 min |        |
| 6    | Mahmoud Kadri     | Ägypten            | 1:03,8 min |        |
| 7    | Arturo Álvarez    | Peru               | 1:04,9 min |        |
| 8    | Charlie Chan      | China              | 1:06,5 min |        |

Lauf 2
| Rang | Athlet             | Nation             | Zeit       | Anm. |
| ---- | ------------------ | ------------------ | ---------- | ---- |
| 1    | Yusa Masanori      | Japan              | 57,8 s     | Q    |
| 2    | Arthur Highland    | Vereinigte Staaten | 59,9 s     | Q    |
| 3    | William Kendall    | Australien         | 1:01,0 min | q    |
| 4    | Egon Roolaid       | Estland            | 1:01,5 min |      |
| 5    | René Cavalero      | Frankreich         | 1:02,2 min |      |
| 6    | Bertus Mooi Wilten | Niederlande        | 1:03,4 min |      |
| 7    | Alberto Conrad     | Bolivien           | 1:17,5 min |      |
| DNS  | Alfred Doria       | Schweiz            |            |      |

Lauf 3
| Rang | Athlet                  | Nation          | Zeit       | Anm. |
| ---- | ----------------------- | --------------- | ---------- | ---- |
| 1    | Mostyn Ffrench-Williams | Großbritannien  | 1:00,7 min | Q    |
| 2    | Jikirum Adjaluddin      | Philippinen     | 1:01,0 min | Q    |
| 3    | Heiko Schwartz          | Deutsches Reich | 1:01,8 min |      |
| 4    | Munroe Bourne           | Kanada          | 1:02,4 min |      |
| 5    | Isaac Morais            | Brasilien       | 1:03,5 min |      |
| 6    | Günther Zobernig        | Österreich      | 1:03,9 min |      |
| DNS  | Walter Ledgard          | Peru            |            |      |

Lauf 4
| Rang | Athlet              | Nation          | Zeit       | Anm. |
| ---- | ------------------- | --------------- | ---------- | ---- |
| 1    | Arai Shigeo         | Japan           | 57,7 s     | Q    |
| 2    | Helmut Fischer      | Deutsches Reich | 57,9 s     | Q    |
| 3    | Ödön Gróf           | Ungarn          | 1:01,3 min |      |
| 4    | Leonard Spence      | Bermuda         | 1:01,9 min |      |
| 5    | Claude Desusclade   | Frankreich      | 1:07,2 min |      |
| 6    | Richardos Brousalis | Griechenland    | 1:07,5 min |      |
| DNS  | Darko Prvan         | Jugoslawien     |            |      |

Lauf 5
| Rang | Athlet                | Nation       | Zeit       | Anm.   |
| ---- | --------------------- | ------------ | ---------- | ------ |
| 1    | Taguchi Masaharu      | Japan        | 57,5 s     | Q (OR) |
| 2    | John Christensen      | Dänemark     | 1:01,1 min | Q      |
| 3    | George Larson         | Kanada       | 1:01,5 min |        |
| 4    | Zaki Saad al-Dine     | Ägypten      | 1:03,7 min |        |
| 5    | Juan Paz              | Peru         | 1:05,6 min |        |
| 6    | Spyridon Mavrogiorgos | Griechenland | 1:08,2 min |        |
| DNS  | Victor Dunand         | Schweiz      |            |        |

Lauf 6
| Rang | Athlet            | Nation          | Zeit       | Anm. |
| ---- | ----------------- | --------------- | ---------- | ---- |
| 1    | Draško Vilfan     | Jugoslawien     | 1:00,5 min | Q    |
| 2    | Hermann Heibel    | Deutsches Reich | 1:01,4 min | Q    |
| 3    | Frederick Dove    | Großbritannien  | 1:01,6 min |      |
| 4    | José Obial        | Philippinen     | 1:01,7 min |      |
| 5    | Leônidas da Silva | Brasilien       | 1:03,3 min |      |
| 6    | John Young        | Bermuda         | 1:07,8 min |      |
| DNS  | Alfred Nakache    | Frankreich      |            |      |

Lauf 7
| Rang | Athlet            | Nation             | Zeit       | Anm. |
| ---- | ----------------- | ------------------ | ---------- | ---- |
| 1    | Arthur Lindegren  | Vereinigte Staaten | 58,3 s     | Q    |
| 2    | Oszkár Abay-Nemes | Ungarn             | 1:00,2 min | Q    |
| 3    | Heikki Hietanen   | Finnland           | 1:01,0 min | q    |
| 4    | Pieter Stam       | Niederlande        | 1:01,3 min |      |
| 5    | Poul Petersen     | Dänemark           | 1:01,6 min |      |
| 6    | Roger Zirilli     | Schweiz            | 1:04,1 min |      |
| DNS  | Jan Guillini      | Belgien            |            |      |

### Halbfinale
Das Halbfinale wurde am 8. August ausgetragen. Die ersten drei Athleten eines jeden Laufs sowie der zeitschnellste Viertplatzierte qualifizierten sich für das Finale.
Halbfinale 1
| Rang | Athlet                  | Nation             | Zeit       | Anm. |
| ---- | ----------------------- | ------------------ | ---------- | ---- |
| 1    | Taguchi Masaharu        | Japan              | 57,9 s     | Q    |
| 2    | Ferenc Csik             | Ungarn             | 58,1 s     | Q    |
| 3    | Peter Fick              | Vereinigte Staaten | 58,2 s     | Q    |
| 4    | Helmut Fischer          | Deutsches Reich    | 58,7 s     | q    |
| 5    | Heikki Hietanen         | Finnland           | 1:00,5 min |      |
| 5    | Draško Vilfan           | Jugoslawien        | 1:00,5 min |      |
| 5    | Jikirum Adjaluddin      | Philippinen        | 1:00,5 min |      |
| 8    | Mostyn Ffrench-Williams | Großbritannien     | 1:01,0 min |      |

Halbfinale 2
| Rang | Athlet            | Nation             | Zeit       | Anm.   |
| ---- | ----------------- | ------------------ | ---------- | ------ |
| 1    | Yusa Masanori     | Japan              | 57,5 s     | Q (OR) |
| 2    | Arai Shigeo       | Japan              | 57,9 s     | Q      |
| 3    | Arthur Lindegren  | Vereinigte Staaten | 58,7 s     | Q      |
| 4    | Arthur Highland   | Vereinigte Staaten | 59,4 s     |        |
| 5    | William Kendall   | Australien         | 59,9 s     |        |
| 6    | Hermann Heibel    | Deutsches Reich    | 1:00,3 min |        |
| 7    | Oszkár Abay-Nemes | Ungarn             | 1:01,1 min |        |
| 8    | John Christensen  | Dänemark           | 1:01,6 min |        |

### Finale
9. August 1936
| Rang | Athlet           | Nation             | Zeit   |
| ---- | ---------------- | ------------------ | ------ |
| 1    | Ferenc Csik      | Ungarn             | 57,6 s |
| 2    | Yusa Masanori    | Japan              | 57,9 s |
| 3    | Arai Shigeo      | Japan              | 58,0 s |
| 4    | Taguchi Masaharu | Japan              | 58,1 s |
| 5    | Helmut Fischer   | Deutsches Reich    | 59,3 s |
| 6    | Peter Fick       | Vereinigte Staaten | 59,7 s |
| 7    | Arthur Lindegren | Vereinigte Staaten | 59,9 s |